# 和歌山県立新宮高等技術専門校
和歌山県立新宮高等技術専門校（わかやまけんりつ しんぐうこうとうぎじゅつせんもんこう）は、和歌山県新宮市にある県立の職業能力開発校。かつては、和歌山県立新宮高等技能学校と呼ばれていた。2008年（平成20年）4月1日、廃止され、和歌山県立田辺産業技術専門学院に統合された。

## 設置訓練科
- 建築科
- 溶接技術科（以前は、鉄工科）

## 所在地
- 和歌山県新宮市佐野1378：北緯33度40分57.6秒 東経135度58分4.7秒 / 北緯33.682667度 東経135.967972度

## 最寄り駅
- JR紀勢本線 紀伊佐野駅